# Heinz Reinefarth
Heinz Reinefarth, egentligen Heinrich Reinefarth, född den 26 december 1903 i Gnesen i dåvarande Preussen, död den 7 maj 1979 i Westerland, Sylt, var en tysk SS-Gruppenführer. Han är känd för att ha anfört Kampfgruppe Reinefarth i Slaget om Warszawa. Under efterkrigstiden var han borgmästare i Westerland samt ledamot av Schleswig-Holsteins Lantdag.

## Biografi
Reinefarth blev medlem i Nationalsocialistiska tyska arbetarepartiet (NSDAP) 1932 och inträdde i SS samma år. Under andra världskriget stred han i Polen 1939 och i Frankrike 1940.
I januari 1944 utnämndes Reinefarth till Högre SS- och polischef i Warthe. När Warszawaupproret bröt ut den 1 augusti 1944 fick han order att bilda en styrka som skulle ingå i Korpsgruppe von dem Bach, ledd av SS-Obergruppenführer Erich von dem Bach-Zelewski, med uppgift att slå ner polackernas uppror. I augusti 1944 massakrerade Reinefarths brigad mellan 40 000 och 50 000 polska civilpersoner i Wola-distriktet i västra Warszawa; massakern har fått namnet Wolamassakern. Under Reinefarths befäl sköt man urskillningslöst ihjäl krigsfångar, civilpersoner och sjukhuspatienter. Reinefarth dekorerades med eklöv till Riddarkorset för sina insatser i samband med kväsandet av upproret.
I december 1944 fick Reinefarth i uppgift att försvara staden Küstrin till sista man. Han vägrade att utföra denna order och dömdes till döden av en militärdomstol. Dödsstraffet gick dock inte i verkställighet.
Efter andra världskrigets slut krävde polska myndigheter att Reinefarth skulle utlämnas till Polen och ställas till svars för krigsförbrytelser begångna mellan 1944 och 1945. De allierade ansåg dock att han skulle kunna utgöra vittne vid Nürnbergprocessen. Efter rättegången arresterades han för krigsförbrytelser, men en domstol i Hamburg släppte honom fri i brist på bevis.
I december 1951 valdes Reinefarth till borgmästare i Westerland, huvudort på ön Sylt i norra Tyskland. År 1958 invaldes han i Lantdagen i Schleswig-Holstein. De västtyska myndigheterna vägrade att tillmötesgå Polens upprepade krav på utlämning av Reinefarth.

## Befordringar i SS
- Untersturmführer: 20 april 1934
- Obersturmführer: 15 september 1934
- Hauptsturmführer: 20 april 1937
- Sturmbannführer: 20 april 1939
- Obersturmbannführer: 20 april 1940
- Standartenführer: 20 april 1941
- Oberführer: 30 januari 1942
- Brigadeführer und Generalmajor der Polizei: 20 april 1942
- Gruppenführer und Generalleutnant der Waffen-SS und der Polizei: 1 augusti 1944